# Colpothrinax wrightii
Colpothrinax wrightii är en enhjärtbladig växtart som beskrevs av August Heinrich Rudolf Grisebach, Hermann Wendland och Andreas Voss. Colpothrinax wrightii ingår i släktet Colpothrinax och familjen Arecaceae. IUCN kategoriserar arten globalt som sårbar. Inga underarter finns listade i Catalogue of Life.